# صمام غسيل
صمام غسيل (بالإنكليزية Flush Valves)، وهو عبارة عن صمام بوابة، مثبت في أدنى نقطة من خطوط النقل، داخل غرفة خاصة.

## وظيفته
يُستخدم في تفريغ خطوط المياه من محتواها تفريغا كاملا، وذلك لتنظيفها بعد انتهاء أعمال البناء، أو لصيانتها بشكل دوري، أو عند حدوث كسر في الخط.

## استخداماته
- يوضع صمام الغسيل في شبكات المياه، وذلك في النقاط الأكثر انخفاضا من القطاعات الطولية، وعند نهاية الخطوط الرئيسية.
- كما يوضع صمام الغسيل على الخطوط الناقلة للمياه، بمسافات تصل من 1 إلى 5 كيلومتر.